# Рикама
Рикама (араб. الرقاما‎) — небольшой город на западе Сирии, расположенный на территории мухафазы Хомс. Входит в состав района Хомс. Является центром одноимённой нахии.

## Географическое положение
Город находится в западной части мухафазы, на западных окраинах Сирийской пустыни, на высоте 805 метров над уровнем моря.

Рикама расположен на расстоянии приблизительно 21 километра (по прямой) к юго-востоку от Хомса, административного центра провинции и на расстоянии 121 километра к северо-востоку от Дамаска, столицы страны.

## Население
По данным официальной переписи 2004 года численность населения города составляла 3900 человек (2001 мужчина и 1899 женщин). Насчитывалось 698 домохозяйств. В конфессиональном составе населения преобладают алавиты.

## Транспорт
Ближайший гражданский аэропорт — Международный аэропорт имени Басиля Аль-Асада.